# Butil-jodid
A butil-jodid (1-jódbután) halogéntartalmú szerves vegyület, a bután jódozott származéka. Alkilezőszerként használják.

## Fordítás
Ez a szócikk részben vagy egészben  a   Butyl iodide című angol Wikipédia-szócikk ezen változatának fordításán alapul.  Az eredeti cikk szerkesztőit annak laptörténete sorolja fel. Ez a jelzés csupán a megfogalmazás eredetét és a szerzői jogokat jelzi, nem szolgál a cikkben szereplő információk forrásmegjelöléseként.